# 1580 w muzyce
Wydarzenia muzyczne w 1580 roku.

## Wydarzenia
- Giovanni Pierluigi da Palestrina, po śmierci najbliższych oraz wobec problemów finansowych, wstępuje do stanu duchownego i przyjmuje niższe święcenia kapłańskie

## Nowe dzieła
- Mikołaj Gomółka - Melodie na psałterz polski
- Luca Marenzio - pierwsza księga madrygałów na 5 głosów

## Urodzili się
- 6 lipca - Johann Stobäus, niemiecki kompozytor okresu baroku (zm. 1646)
- data nieznana - Giovanni Girolamo Kapsperger, niemiecko-włoski wykonawca, wirtuoz i kompozytor okresu wczesnego baroku (zm. 1651)
- data nieznana - Adriana Basile, włoska śpiewaczka i instrumentalistka okresu baroku (zm. po 1640)

## Zmarli
- 18 stycznia - Antonio Scandelli, włoski kompozytor tworzący w Dreźnie (ur. 1517)
- 1 kwietnia - Alonso Mudarra, hiszpański kompozytor i wirtuoz vihueli okresu renesansu (ur. ok. 1510)
- 15 września - Geert van Turnhout, flamandzki kompozytor (ur. ok. 1520)
- 30 listopada - Richard Farrant, angielski kompozytor (ur. ok. 1525)